# Mach (noyau)
Pour les articles homonymes, voir Mach.
Mach (prononcé /mak/) est un noyau de système d'exploitation libre et gratuit écrit en langage C tout en étant orienté objet. Il est portable, temps réel et satisfait le niveau B3 des critères de sécurité du standard TCSEC. Il a été co-créé par Richard Rashid (en) et Avie Tevanian à l'Université Carnegie-Mellon.
Bien que souvent mentionné comme un des premiers micro-noyaux, toutes les versions de Mach n'en sont pas.
Il servit de base à XNU, le noyau de Darwin (la base de Mac OS X – qui n’est pas un micro-noyau) et au projet Hurd (qui est quant à lui un micro-noyau). Toutefois depuis 2004, Hurd s'est tourné vers une nouvelle génération de micro-noyau : le micronoyau L4.

## Historique
Mach est l'une des premières implémentations réussies de la théorie des micro-noyaux. Il fut développé à l'origine par l'Université Carnegie-Mellon, repris par l'OSF, puis a été porté/modifié (forké) pour donner naissance à GNU Mach.
Le noyau Mach tire ses origines du noyau Aleph (en) développé à partir de 1975 à l'Université de Rochester, puis renommé Accent et réécrit en 1980 à l'Université Carnegie-Mellon, pour être réécrit à nouveau en 1985 au même endroit par les mêmes personnes. C'est cette 3e réécriture, chaque fois faite afin de se défaire des limitations et défauts de la version précédente, qui donna naissance au noyau Mach.
```
 Périodes de développement des principaux noyaux.
 (1975–1979) 
Aleph
 
(en)

 (1980–1985) 
Accent
 (nom officiel depuis 1981).
 (1985–1994) 
Mach
 — branche originale (
Université Carnegie-Mellon
), v3.0 sortie en 1989.
 (1994–1996) 
Mach 4
 — branche de l'
université de l'Utah
 (devient « 
xMach
 » en 1996, un projet indépendant).
 (1990–actif) 
GNU Mach
 — basé sur 
Mach 3
, puis 
Mach 4
; projet autonome depuis 1997.
 (2002–2006) 
OSKit-Mach
 — basé sur 
GNU Mach 1.2
, survit mais peu actif depuis 2006.
```